# Pomacentrus burroughi
Pomacentrus burroughi är en fiskart som beskrevs av Fowler, 1918. Pomacentrus burroughi ingår i släktet Pomacentrus och familjen Pomacentridae. Inga underarter finns listade i Catalogue of Life.